# شريان بنكرياسي إثنا عشري علوي أمامي
شريان بنكرياسي إثنا عشري علوي أمامي ‏ هو شريان يتفرعُ من شريان معدي إثنا عشري.